# Лилонгве
Лилонгве (енгл. Lilongwe) главни је и највећи град Малавија. Према процени из 2020. имао је 1.122.000 становника. Налази се у централном региону, на реци Лилонгве, у близини границе Малавија са Мозамбиком и Замбијом.
Град је почео као мало село на обалама реке Лилонгве, да би постао британски колонијални административни центар почетком 20. века. Захваљујући локацији на главном путу север-југ кроз земљу и путу за Северну Родезију (данашња Замбија), Лилонгве је постао други највећи град Малавија. Године 1974, Лилонгве је постао главни град Малавија уместо места Зомба. Лилонгве је сада политички центар државе, али највећи град и економски центар је Блантир. 
У поређењу са другим афричким главним градовима, Лилонгве је политички стабилан, сигуран и миран. Многи Европљани живе у њему и многе међународне организације за помоћ и међународне корпорације раде из њега. Међутим, већина малавијских становника Лилонгвеа живе са само неколико долара дневно и многи су незапослени. Процењено је да је 20% становништва ХИВ позитивно. 
Током кишне сезоне, од октобра до априла, град је блатњав, влажан и топао. Током осталих месеци Лилонгве је сув и прашњав. Јун и јули су посебно хладни и ветровити. 

## Географија

### Клима
Лилонгве карактерише влажна суптропска клима (Кепен: Cwa) која се граничи са суптропском планинском климом (Кепен: Cwb), са пријатно топлим летима и благим зимама. Због надморске висине, температуре су ниже него што би се очекивало за град који се налази у тропима. Лилонгве има кратку сезону монсуна која траје од децембра до марта, дугу суву зиму која покрива април до августа и топло лето које траје од септембра до новембра. Међутим, град доживљава јаке пљускове током монсуна, када прима око 200 mm (7,9 in) кише месечно током највлажнијих месеци
| Клима Лилонгва (екстреми 1981–садашњост)       | Клима Лилонгва (екстреми 1981–садашњост) | Клима Лилонгва (екстреми 1981–садашњост) | Клима Лилонгва (екстреми 1981–садашњост) | Клима Лилонгва (екстреми 1981–садашњост) | Клима Лилонгва (екстреми 1981–садашњост) | Клима Лилонгва (екстреми 1981–садашњост) | Клима Лилонгва (екстреми 1981–садашњост) | Клима Лилонгва (екстреми 1981–садашњост) | Клима Лилонгва (екстреми 1981–садашњост) | Клима Лилонгва (екстреми 1981–садашњост) | Клима Лилонгва (екстреми 1981–садашњост) | Клима Лилонгва (екстреми 1981–садашњост) | Клима Лилонгва (екстреми 1981–садашњост) |
| Показатељ \ Месец                              | .Јан.                                    | .Феб.                                    | .Мар.                                    | .Апр.                                    | .Мај.                                    | .Јун.                                    | .Јул.                                    | .Авг.                                    | .Сеп.                                    | .Окт.                                    | .Нов.                                    | .Дец.                                    | .Год.                                    |
| ---------------------------------------------- | ---------------------------------------- | ---------------------------------------- | ---------------------------------------- | ---------------------------------------- | ---------------------------------------- | ---------------------------------------- | ---------------------------------------- | ---------------------------------------- | ---------------------------------------- | ---------------------------------------- | ---------------------------------------- | ---------------------------------------- | ---------------------------------------- |
| Апсолутни максимум, °C (°F)                    | 32,5 (90,5)                              | 31,2 (88,2)                              | 30,2 (86,4)                              | 30,5 (86,9)                              | 31,5 (88,7)                              | 28,0 (82,4)                              | 29,2 (84,6)                              | 29,5 (85,1)                              | 33,1 (91,6)                              | 34,5 (94,1)                              | 34,2 (93,6)                              | 32,4 (90,3)                              | 34,5 (94,1)                              |
| Максимум, °C (°F)                              | 24,8 (76,6)                              | 24,9 (76,8)                              | 24,7 (76,5)                              | 24,7 (76,5)                              | 23,2 (73,8)                              | 22,0 (71,6)                              | 21,4 (70,5)                              | 22,6 (72,7)                              | 25,9 (78,6)                              | 27,4 (81,3)                              | 27,3 (81,1)                              | 25,6 (78,1)                              | 24,6 (76,3)                              |
| Просек, °C (°F)                                | 21,2 (70,2)                              | 21,1 (70)                                | 21,1 (70)                                | 20,2 (68,4)                              | 18,3 (64,9)                              | 16,2 (61,2)                              | 16,1 (61)                                | 17,3 (63,1)                              | 20,6 (69,1)                              | 22,4 (72,3)                              | 22,9 (73,2)                              | 21,8 (71,2)                              | 19,8 (67,6)                              |
| Минимум, °C (°F)                               | 18,2 (64,8)                              | 17,7 (63,9)                              | 17,3 (63,1)                              | 15,8 (60,4)                              | 13,1 (55,6)                              | 10,1 (50,2)                              | 9,9 (49,8)                               | 11,1 (52)                                | 13,8 (56,8)                              | 16,8 (62,2)                              | 18,5 (65,3)                              | 18,3 (64,9)                              | 15,1 (59,2)                              |
| Апсолутни минимум, °C (°F)                     | 11,8 (53,2)                              | 11,7 (53,1)                              | 11,3 (52,3)                              | 8,1 (46,6)                               | 3,0 (37,4)                               | 0,5 (32,9)                               | 0,1 (32,2)                               | 1,4 (34,5)                               | 5,1 (41,2)                               | 7,9 (46,2)                               | 10,0 (50)                                | 11,8 (53,2)                              | 0,1 (32,2)                               |
| Количина падавина, mm (in)                     | 223 (8,78)                               | 187 (7,36)                               | 128 (5,04)                               | 44 (1,73)                                | 12 (0,47)                                | 1 (0,04)                                 | 0 (0)                                    | 0 (0)                                    | 1 (0,04)                                 | 10 (0,39)                                | 63 (2,48)                                | 199 (7,83)                               | 869 (34,21)                              |
| Дани са падавинама (≥ 0.1 mm)                  | 18                                       | 16                                       | 15                                       | 8                                        | 4                                        | 1                                        | 1                                        | 1                                        | 0                                        | 2                                        | 8                                        | 17                                       | 91                                       |
| Релативна влажност, %                          | 83                                       | 83                                       | 82                                       | 78                                       | 74                                       | 69                                       | 65                                       | 60                                       | 52                                       | 53                                       | 62                                       | 78                                       | 69                                       |
| Сунчани сати — месечни просек                  | 136,4                                    | 144,1                                    | 170,5                                    | 213,0                                    | 263,5                                    | 243,0                                    | 241,8                                    | 263,5                                    | 294,0                                    | 282,1                                    | 234,0                                    | 139,5                                    | 2.625,4                                  |
| Сунчани сати — дневни просек                   | 4,4                                      | 5,1                                      | 5,5                                      | 7,1                                      | 8,5                                      | 8,1                                      | 7,8                                      | 8,5                                      | 9,8                                      | 9,1                                      | 7,8                                      | 4,5                                      | 7,2                                      |
| Извор #1: Deutscher Wetterdienst               |                                          |                                          |                                          |                                          |                                          |                                          |                                          |                                          |                                          |                                          |                                          |                                          |                                          |
| Извор #2: Meteo Climat (record highs and lows) |                                          |                                          |                                          |                                          |                                          |                                          |                                          |                                          |                                          |                                          |                                          |                                          |                                          |

## Историја
Лилонгве је први успоставио као утвђење локални вођа Њева 1902. године. Административни центар постаје 1904. године. Током 1920-их, његова локација на споју неколико главних путева повећала је њеgov значај као пољопривредног тржишног центра за плодну висораван Централног региона.
Као трговачко место, Лилонгве је званично признат као град 1947. године. Након стицања независности, све више се развијао у важан трговачки центар у централном региону Малавија.
Године 1965, први председник Малавија, Хејстингс Камузу Банда, изабрао га је као тачку економског раста за северни и централни Малави.
Лилонгве је постао главни град Малавија 1975. године, заменивши претходни главни град, Зомбу. Последње владине канцеларије су премештене у Лилонгве 2005. године.
Развојни пројекти током 1970-их и 1980-их укључивали су изградњу међународног аеродрома Лилонгве, који опслужује град; железничке везе са Салимом на истоку и замбијском границом на западу; индустријска подручја у северном делу града; и пољопривредни програм за плодне дуванске земље висоравни Централног региона. Становништво Лилонгва наставља да доживљава брз раст. Становништво града се брзо повећава, са годишњом стопом раста од 4,3%.

## Становништво
| Година       |
| Становништво |
| ------------ |

## Саобраћај

### Аеродром
Међународни аеродром Камузу (LLW) налази се северно од града, отприлике 7 километара од центра града (Централни пословни округ). Међународни аеродром Камузу је најстарији аеродром у земљи.

### Аутобуси
Постоје редовне аутобуске линије од Лилонгва до Блантајра, Зомбе, Касунгуа и Мзузуа. Међународни аутобуси за Јужну Африку, Замбију и Танзанију су доступни свакодневно.
Примарна путна мрежа се састоји од осе север–југ (М1), унутрашњег прстена, спољашњег прстена, коридора Накала (део западне обилазнице), радијалних путева и приступног пута Међународном аеродрому Камузу (KIA). Унутрашњи кружни пут повезује се са М1 и другим главним путевима који опслужују велике акумулиране комерцијалне/административне области у централним пословним окрузима (CBD). Спољни обилазни пут служи саобраћају који се односи на индустрију и омогућава избегавање проласка кроз главну насељену област града.

### Железница
До Лилонгве постоји железничка линија. На западу жељезничка линија Сена иде према Замбији, а на истоку жељезничка линија она води до Салиме.

## Партнерски градови
- Тајпеј, Тајван (од 1984)[17]
- Лусака, Замбија (од 2004)[18]